# Jacob Willekens
Jacob Willekens ou Wilckens, (Breda, 1571– Ternate, 1633) foi um almirante holandês, que comandou uma armada da Companhia das Índias Ocidentais, composta por 26 navios, com 1600 marinheiros e 1700 soldados. Com ela, em 9 de Maio de 1624 invade e conquista a cidade de Salvador, na época, a capital do Brasil, e prende o governador Diogo de Mendonça Furtado, ainda que prevenido do ataque. 